# Tingsryds AIF
Tingsryds AIF – szwedzki klub hokeja na lodzie z siedzibą w Tingsryd.